# NGC 1783
NGC 1783 är en klotformig stjärnhop i Stora magellanska molnet i stjärnbilden Svärdfisken. Den upptäcktes den 13 december 1835 av John Herschel.